# NGC 1501
NGC 1501 je planetarna maglica u zviježđu Žirafi. 

## Vanjske poveznice
- SEDS: NGC 1501